# Emrez, Aslanapa
Emrez là một xã thuộc huyện Aslanapa, tỉnh Kütahya, Thổ Nhĩ Kỳ. Dân số thời điểm năm 2008 là 143 người.